# الديمقراطية: رواية أمريكية
الديمقراطية: رواية أمريكية (بالإنجليزية: Democracy: An American Novel)‏ هي رواية سياسية بقلم هنري بروكس آدمز ونشرت باسم مجهول في عام 1880. لم يكشف الناشر عن اسم آدامز بوصفه المؤلف إلا بعد وفاته في عام 1918، رغم أن الرواية حققت شعبية كبيرة فور نشرها. وضع التخمينات المعاصرة تأليف الكتاب تحت تأليف مشترك بين كلارنس كينغ، جون هاي وهنري آدامز وزوجاتهم الذين عاشوا جنبا إلى جنب على شارع إتش في واشنطن العاصمة، وكانوا يسمون مجتمعين «القلوب الخمسة».
في يناير 2005، قدمت دار الأوبرا الوطنية في واشنطن الديمقراطية: كوميديا أمريكية، أوبرا بقلم سكوت ويلر ورومولوس ليني مبنية كتاب هنري آدمز.
الديمقراطية هي رواية عن السلطة السياسية، واكتسابها واستخدامها وسوء استخدامها. تقع أحداثها في بداية إدارة جديدة، مع نهاية الحملة الانتخابية وانتخاب والرئيس الجديد للولايات المتحدة. ومع ذلك، كل الشخصيات المصورة وهمية تماما. اسم الرئيس الجديد المسيحي هو جاكوب، في حين لم يتم الكشف عن اسمه بالكامل. في عام مقدمة طبعة العام 1961 للرواية، يقول هنري أيكن أن الرئيس الأمريكي في الرواية يحمل بعض التشابه مع أندرو جونسون، وغارفيلد، وغرانت". كما لم يتم ذكر التواريخ، ولكن من الأدلة الداخلية (في أحد المقاطع تقول امرأة تبلغ من العمر 25 عاما انها "كانت رضيعة" خلال الحرب الأهلية) يوحي أن الأحداث تدور في أواخر سبعينات القرن التاسع عشر.

## وصلات خارجية
- الديمقراطية: رواية أمريكية على موقع الموسوعة البريطانية (الإنجليزية)